# Jérôme Champagne
Jérôme Champagne (París, 15 de junio de 1958) es un diplomático francés de 1983 a 1998, dirigente de la FIFA de 1999 a 2010 y un consultor en fútbol internacional.
Consejero diplomático y Jefe de Protocolo del comité organizador francés de la Copa Mundial de Fútbol de 1998, luego se unió a la FIFA, donde ocupó sucesivamente los cargos de consejero internacional del presidente (1999-2002), Secretario General Adjunto (2002-2005), delegado del presidente (2005-2007) y, finalmente, director de Relaciones Internacionales (2007-2010) durante los mandatos del presidente Joseph Blatter.
Salió de la FIFA en 2010 y se convirtió en comisario fútbol del Festival Mundial de Artes Negras en Dakar (2010) y asesor de la Federación de Fútbol de Palestina y del Comité olímpico nacional de Palestina, la Federación de Fútbol de Kosovo, la Federación de fútbol de la República Turca del Norte de Chipre y, finalmente, el club de fútbol congoleño Tout Puissant Mazembe de Lubumbashi.
Fue mencionado y posteriormente fue dos veces candidato a la presidencia de la FIFA en 2015 y 2016, sin obtener suficiente apoyo.

## Biografía
Jérôme Champagne fue educado en el Lycée d'Arsonval en Saint-Maur-des-Fosses (Francia) antes de entrar en 1978 en el Instituto de Estudios Políticos de París, donde se graduó en 1981, así como en el Institut National des Langues et Civilisations Orientales. Elegible para la Escuela Nacional de Administración en 1982, se incorporó a partir de entonces al Ministerio de Asuntos Exteriores de Francia con el rango de Secretario de Relaciones Exteriores.
Entre 1976 y 1983, Jérôme Champagne trabaja en el semanal France Football, donde escribe en las "páginas extranjeras" bajo la dirección de Jacques Ferran, Jean–Philippe Rethacker y fr:Jacques Thibert.
Desde la infancia, Jérôme Champagne es un firme aficionado del club Association Sportive de Saint-Étienne  que había seguido con miles de otros franceses en Glasgow para la final de la Copa de Campeones de Europa 1975-76 y el Fútbol Club Barcelona de lo cual es "socio", desde 2009.
Jérôme Champagne es casado y padre de tres hijos.

## Carrera

### Carrera diplomática

#### Consejero de Relaciones Exteriores
En 1983, Jérôme Champagne comenzó una carrera diplomática como Secretario de Relaciones Exteriores. De 1983 a 1997, fue sucesivamente agregado cultural y de cooperación técnica en la Embajada de Francia en Omán (1983-1984), tercer secretario de la embajada de Francia en Cuba (1985-1987), asesor técnico del Departamento de Economía - Sección altas Tecnologías – en la cancillería del Muelle de Orsay (1987-1991), Cónsul General Adjunto en el Consulado general de Francia en Los Ángeles (1991-1995) y Primer Secretario a cargo de la política interna de la Embajada de Francia en Brasil (1995-1997), donde recibió la Orden de la Cruz del Sur de manos del Ministro Extraordinario de Deportes en el momento, Pelé.

#### Consejero Diplomático y Jefe de Protocolo del CFO/COL Francia 1998
Durante su tiempo como Cónsul General Adjunto en Los Ángeles, Jérôme Champagne encontró los líderes del comité organizador de la Copa Mundial de Fútbol de 1998, los Copresidentes Fernand Sastre y Michel Platini y Director General, Jacques Lambert. Organiza en Los Ángeles en nombre del Comité Organizador francés (CFO) y el Consulado General de Francia en Los Ángeles, la ceremonia de la fiesta nacional de 14 de julio 1994, tres días antes de la final de la Copa Mundial de Fútbol de 1994, cuyo tema es la promoción de la Copa Mundial de Fútbol de 1998.
En 1997, Jérôme Champagne se convirtió en consejero diplomático y jefe de Protocolo del Comité Organizador francés (CFO) de la Copa Mundial de Fútbol de 1998.
Es durante la competición que Jérôme Champagne encontró a Joseph Blatter, el entonces Secretario General de la FIFA y candidato a suceder a João Havelange. Después su elección al frente de la institución en junio de 1998, el suizo Joseph Blatter llama Jérôme Champagne a su lado como consejero internacional con Michel Platini nombrado asesor de fútbol del nuevo Presidente de la FIFA.

### Carrera en la FIFA
Durante los once años en la FIFA, Jérôme Champagne siga cuestiones de política deportiva, las relaciones con las federaciones miembros de la FIFA, así como proyectos específicos.
A su salida de la FIFA el día 15 de enero 2010, la FIFA publicó un comunicado de prensa en el que "el Presidente de la FIFA agradece a Jérôme Champagne la dedicación demostrada a lo largo de los once años que ha trabajado en el seno de la federación, en especial la energía depositada en los proyectos que ha llevado a cabo, como el Centenario de la FIFA, las relaciones con gobiernos, la Unión Europea y la promoción de la especificidad del deporte en esta última, el programa Ganar en África con África, el apoyo al fútbol palestino, la mejora de las relaciones entre la FIFA y la FIFPro en beneficio de la gobernanza del fútbol mundial, el desarrollo del CIES y las relaciones con el Comité Olímpico Internacional y las federaciones internacionales.”
También se le atribuye haber contribuido a la reelección del presidente, Joseph Blatter, en 2002, apoyado este último durante la elección de Sudáfrica en mayo de 2004 para la Copa Mundial de Fútbol de 2010 y trabajado entre bastidores para la elección en enero de 2007 de Michel Platini como presidente de la UEFA.
En términos de desarrollo del fútbol, será responsable en 2006 del programa "Ganar en África con África" cuya idea surgió después de una reunión en 2005 entre el Presidente de Sudáfrica, Thabo Mbeki, y Joseph Blatter, para que todo el continente beneficiara de la primera Copa Mundial de Fútbol celebrada en África. Con un presupuesto de US $ 70 millones votado en el Congreso de la FIFA en Múnich en 2006, este programa permitirá la construcción de más de medio centenar de césped sintético, la informatización de licencias de jugadores, la reorganización del formato de muchas ligas locales y el establecimiento del curso de gestión deportiva en Egipto, Senegal y Sudáfrica.
Además, Jérôme Champagne ha llevado el sorteo de varios torneos de la FIFA, incluyendo el sorteo en 2003 de la Clasificación para la Copa Mundial de Fútbol de 2006.
En 2015 fue candidato a la presidencia de la FIFA, donde quedó en cuatro lugar en la primera vuelta, elección que terminó ganando Gianni Infantino.

### Consultor en fútbol internacional
En 2010, Jérôme Champagne dejó su cargo como director de relaciones internacionales de FIFA. Explicó su partida en la descripción de sí mismo como un "fusible político".
Luego ejerció como consultor en el fútbol internacional como individuo y dentro de la agencia Football-Future.
Nombrado consejero de la Federación de Fútbol de Palestina en 2010, trabaja con su presidente, Jibril Rajoub en la creación de una liga profesional, el desarrollo del Fútbol femenino y la organización en casa en 2011, por la primera vez en historia, de partidos de la Clasificación de AFC para la Copa Mundial de Fútbol de 2014(contra Afganistán) y para el torneo de fútbol de los Juegos Olímpicos (contra Tailandia).
Desempeña un papel activo en la reconciliación entre los dos comités olímpicos nacionales palestino e israelí encabezada por el Comité Olímpico Internacional después de la visita a la región de Jacques Rogge, en octubre de 2010 y también en las negociaciones realizadas por el presidente de la FIFA Sepp Blatter en 2013 para el establecimiento de una mediación entre la FIFA y las federaciones de fútbol palestina y israelí.
Desde 2011, aconseja a la Federación de Fútbol de Kosovo en su búsqueda de reconocimiento internacional.
En 2011, se convirtió en asesor del club congoleño Tout Puissant Mazembe (TPM), presidido desde 1998 por Moïse Katumbi Chapwe. Su misión es trabajar entonces para la internacionalización del club y hacer del club un patrón en el continente africano.
En el verano de 2013, con Jimmy Adjovi-Boco, un ex-profesional del Racing Club de Lens y capitán del Selección de fútbol de Benín, "las Ardillas de Benín", lleva una misión de consultoría en nombre del Gobierno de Benín a definición de una "estrategia de modernización" del fútbol local.
Desde el otoño de 2012, Jérôme Champagne también juega un papel de primer plano en el acercamiento entre las federaciones chipriotas griega y turca. Contribuye a la firma el 5 de noviembre de 2013 en Zúrich del primer acuerdo desde 1955 entre las dos federaciones de fútbol por una reunificación.

## Ideas y posiciones clave
Jérôme Champagne es considerado en el mundo del fútbol como un reformista.
Denuncia los efectos de individualismo y el cortoplacismo en el fútbol:

Como el resto del mundo y de las otras actividades humanas, el fútbol ha experimentado desde hace veinte años el coctel peligroso de la desregulación, de la globalización en un contexto de búsqueda sistemática de todas las evasiones posibles, legales, fiscales, judiciales, etc., a las reglas del deporte
Jérôme Champagne, ¿“Una FIFA para el siglo XXI?”

Así habló en 2012 a las 209 federaciones de fútbol a través de un documento de 26 páginas titulado "¿Una FIFA para el siglo XXI?". Explica su enfoque como "más que un enfoque descendente, es preciso partir del fútbol y tomar consciencia de estos problemas centrales para poder definir lo que es necesario llevar a cabo y precisar lo que debería ser la FIFA del siglo XXI.”

### Los 7 desafíos de gobernanza para el siglo XXI
Jérôme Champagne identifica siete desafíos retos para el fútbol del futuro.
1. El desequilibrio entre el fútbol aficionado y el fútbol profesional
2. El cuestionamiento del equilibrio entre el fútbol de clubes y el fútbol de equipos nacionales
3. La brecha entre el fútbol europeo y el fútbol en todo el mundo
4. La precaria relación entre jugadores y clubes
5. Las relaciones del fútbol con el dinero entre la necesidad de tener y los peligros de los excesos
6. La autonomía del fútbol desde el poder político
7. Los excesos de desregulación económica en la economía del fútbol

Según él, estos cambios de fondo han producido "unos pocos ganadores, pero también muchos perdedores"

Frente a esta crisis de la globalización sin gobernanza, los estados pierden el poder frente a los mercados y las bolsas. Si ustedes toman la última frase y substituyen a las palabras “estados “, “mercados” y “bolsas “, las palabras “federaciones”, “ ligas” y “clubs” respectivamente, el paralelismo es más que sorprendente
Jérôme Champagne

### Las 11 propuestas concretas
Según Jérôme Champagne, el debate sobre el futuro de la FIFA debe ser en torno a cuatro ejes: una gobernanza del fútbol mundial dominada por una FIFA proactiva,  el reposicionamiento de las federaciones de fútbol en el corazón de la toma de decisiones, una distribución más justa de los ingresos para compensar las desigualdades de fútbol existentes y en última instancia, una gobernanza basada en la modernidad, la transparencia, el debate democrático y la ética.
Teniendo en cuenta estos cuatro ejes, Jérôme Champagne esboza 11 propuestas concretas para reformar la FIFA.
1. Re-dinamizar el debate democrático en la pirámide del fútbol
2. Potenciar los programas de desarrollo sobre la base de nuevos mecanismos de solidaridad
3. Implicar a las ligas, a los clubs y a los jugadores en los procesos de decisión
4. Restituir el papel de centralidad de las federaciones en el seno de la FIFA, clarificando al mismo tiempo sus relaciones con las confederaciones
5. Adecuar la FIFA a las evoluciones del mundo para que las refleje mejor
6. Redistribuir las responsabilidades entre el presidente de la FIFA, el Comité Ejecutivo y las federaciones
7. Reforzar las estructuras de gobernanza de la FIFA
8. Reformar la administración de la FIFA
9. Superar la insularidad de los debates acerca del arbitraje
10. Definir y aplicar una noción más global de la autonomía
11. Reconectar el fútbol con « el pueblo del fútbol »

Aunque es favorable que los poderes de las federaciones de fútbol se extiendan, Jérôme Champagne también sugiere la ampliación del Comité Ejecutivo de la FIFA de 24 miembros a 31 miembros. Incluiría el presidente del sindicato de jugadores, FIFPro, y un representante de los clubes y uno de las ligas. Los demás asientos adicionales serán asignados a las áreas de África, Asia, América del Norte, América Central y Caribe, América del Sur y un asiento reservado para el Fútbol femenino.
En sus muchas intervenciones públicas, se comprometió a favor del reequilibrio de poder entre los implicados en el fútbol sino también entre los continentes, y de la adaptación a los cambios en el siglo 21 de la FIFA (ética y exigencia de transparencia, papel de las nuevas tecnologías incluyendo para un arbitraje renovado por ejemplo) y una fuerte dinámica en la corrección de los desequilibrios de fútbol entre los continentes, países y clubs.

## Decoraciones
- Oficial de la Orden de la Cruz del Sur (Brasil) (1997)
- Comendador de la Orden del Wissam El alauí (Marruecos) (2004)
- Caballero de la Orden Nacional del Mérito (Francia) (2005)